# Godfrey Hankwitz
Ambrose Godfrey-Hanckwitz FRS (né en 1660 en Allemagne, mort le 15 janvier 1741), aussi connu sous le nom de Gottfried Hankwitz (qui peut aussi être écrit Hanckewitz ou Ambrose Godfrey,), est un apothicaire britannique et un producteur de phosphore. Ce fut d’ailleurs l'un des premiers producteurs juste après sa découverte, et l'un de ceux qui eurent le plus de succès parmi ses contemporains. Il mit aussi au point une machine qui lui servait d'extincteur.

## Jeunesse

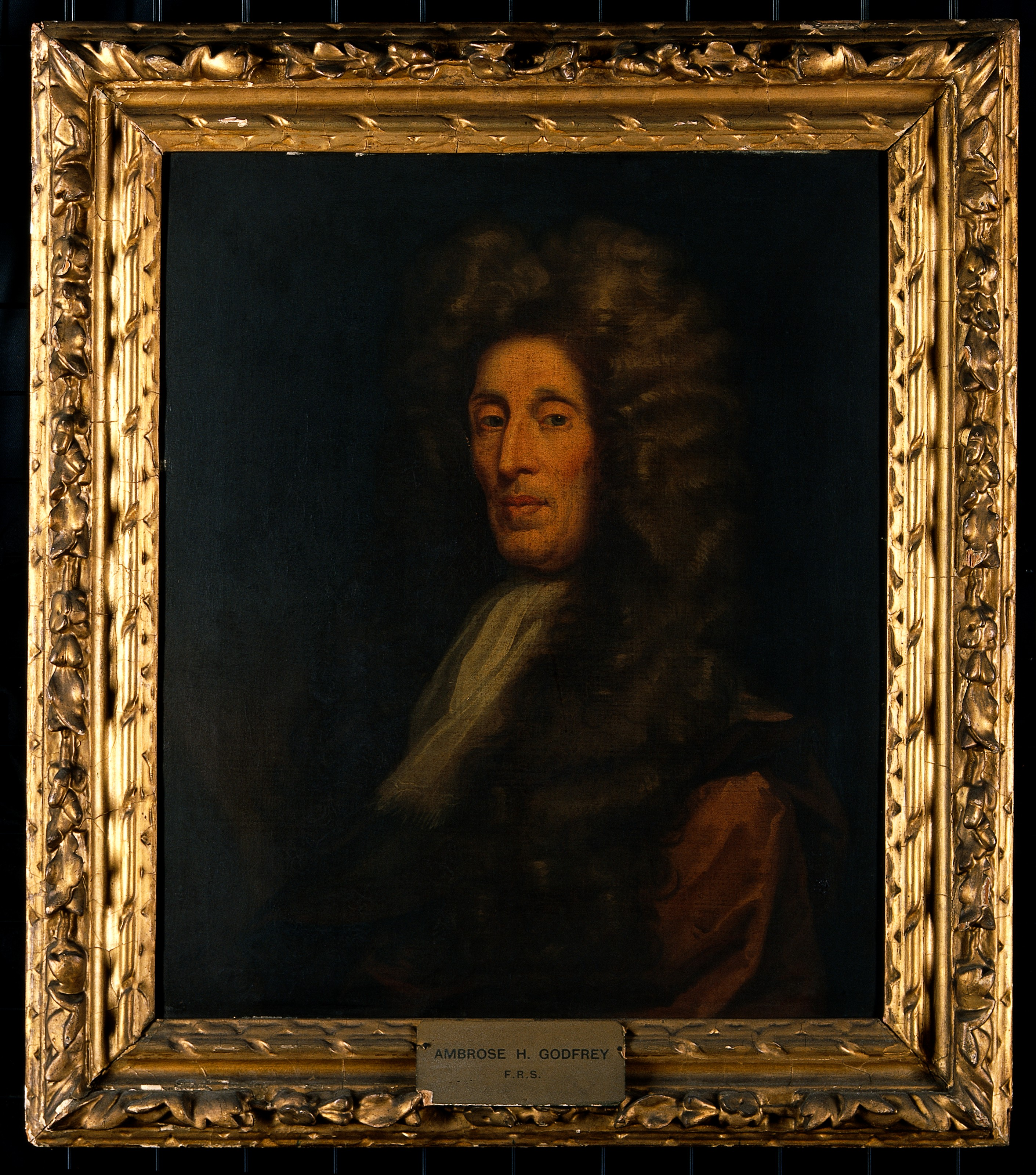
Huile sur toile d'Ambrose Godfrey

Godfrey est né à Nienburg en Basse-Saxe en 1660.
En 1679, alors qu'il a 19 ans, il immigra à Londres avec sa femme, où il travailla comme assistant de Robert Boyle, alors que celui-ci recherchait une méthode de synthèse du phosphore. C'est ce même Boyle qui est considéré comme le premier chimiste, car c'est le premier alchimiste à écrire et publier ses découvertes dans une langue intelligible par tous : l'anglais. Celui-ci, dans sa quête du phosphore, avait embauché l'alchimiste allemand Johann Becher alors à la recherche d'un travail sur Londres. C'est ce dernier qui recommanda Godfrey comme assistant.

## À la recherche du phosphore
Le seul indice que Boyle avait pu soutirer à Kraft lorsque celui-ci en fit la démonstration au roi Charles II et à la reine en 1679 était que celui-ci provenait de l'urine et peut-être d'excréments. Cependant, ni Bilger (le premier employeur de Boyle) ni même Becher ou Godfrey n'avaient réussi à en faire. Malgré tout, Becher savait que la première personne à l'avoir découvert était Hennig Brandt. Il envoya donc Godfrey à Hambourg où il découvrit une information qui les réorienta : de hautes températures étaient requises à l'extraction du phosphore.
À son retour, Godfrey recommença donc ses tests avec une nouvelle fournée d'urine. Il chauffa si fort qu'il brisa la cornue. Boyle remarqua alors que les débris du récipient brisé rougeoyaient légèrement. Ils étaient sur la bonne voie.
Peu de temps après, Godfrey se mit à produire du phosphore pour Boyle.

## Godfrey et le phosphore
Le protocole de Godfrey était identique à celui de Brandt : il faisait bouillir l'urine jusqu'à évaporation totale de l'eau. Puis il chauffait fortement pour faire apparaître le phosphore qui se condensait ensuite.
Il développa ensuite son art et réussit à produire du phosphore sous deux formes : sous forme solide, connue sous le nom de phosphore blanc, et un mélange liquide à température ambiante obtenu en le mélangeant avec de l'huile d'urine.
Godfrey ne faisait pas toujours très attention lorsqu'il manipulait son phosphore, ses mains en étaient abîmées et guérissaient lentement. Un jour, alors qu'il faisait sa livraison pour Boyle, une des fioles contenant le phosphore s'est brisée, et a fait un trou dans sa culotte. Boyle en le voyant ce jour-là eut très peur pour lui sans pour autant pouvoir réprimander un sourire.[réf. nécessaire]

### Becher et Godfrey
Initialement, les relations entre Becher et Godfrey étaient plutôt bonnes. Ils partageaient même leur logement à Covent Garden. Mais l'arrivée de la femme de Becher à Londres changea la donne. Elle prit Godfrey en grippe, et ils se disputèrent pour tout et rien. Par exemple, alors que Godfrey aidait les Becher à déménager, Mme Becher se mit à l'accuser de différents mots.
Leurs relations se dégradèrent encore le jour où Boyle réduisit le salaire de Becher à cause de son manque de résultats. Ce dernier en voulut à son ancien ami, si bien que  Becher accusait Godfrey, et Mme Becher suivit Mme Godfrey dans la rue en criant ses accusations. Mais comme l'écrivit Godfrey (en allemand) : « Heureusement que les gens ne la comprenaient pas ! »[réf. nécessaire].

### Suite et fin de l'aventure
Après deux ans de recherches (en 1682), Boyle fut satisfait des avancées des travaux, et le projet prit fin. Boyle et Godfrey arrêtèrent de travailler ensemble. Godfrey continua cependant à s'intéresser au phosphore, si bien qu'avec le soutien financier de Boyle, il monta une fabrique de phosphore. Et un an plus tard, en 1683, Godfrey nomma le premier de ses trois fils en l'honneur du chevalier.

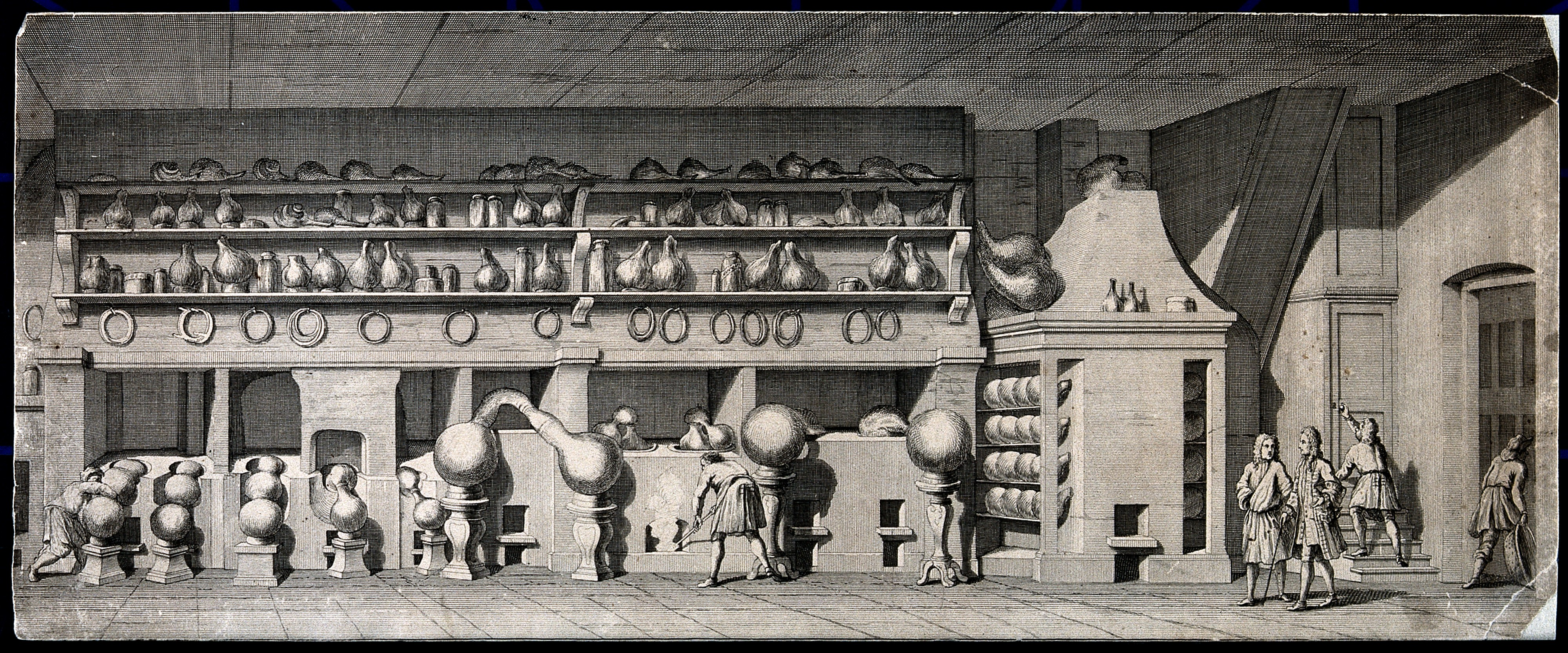
Gravure représentant le laboratoire de Godfrey

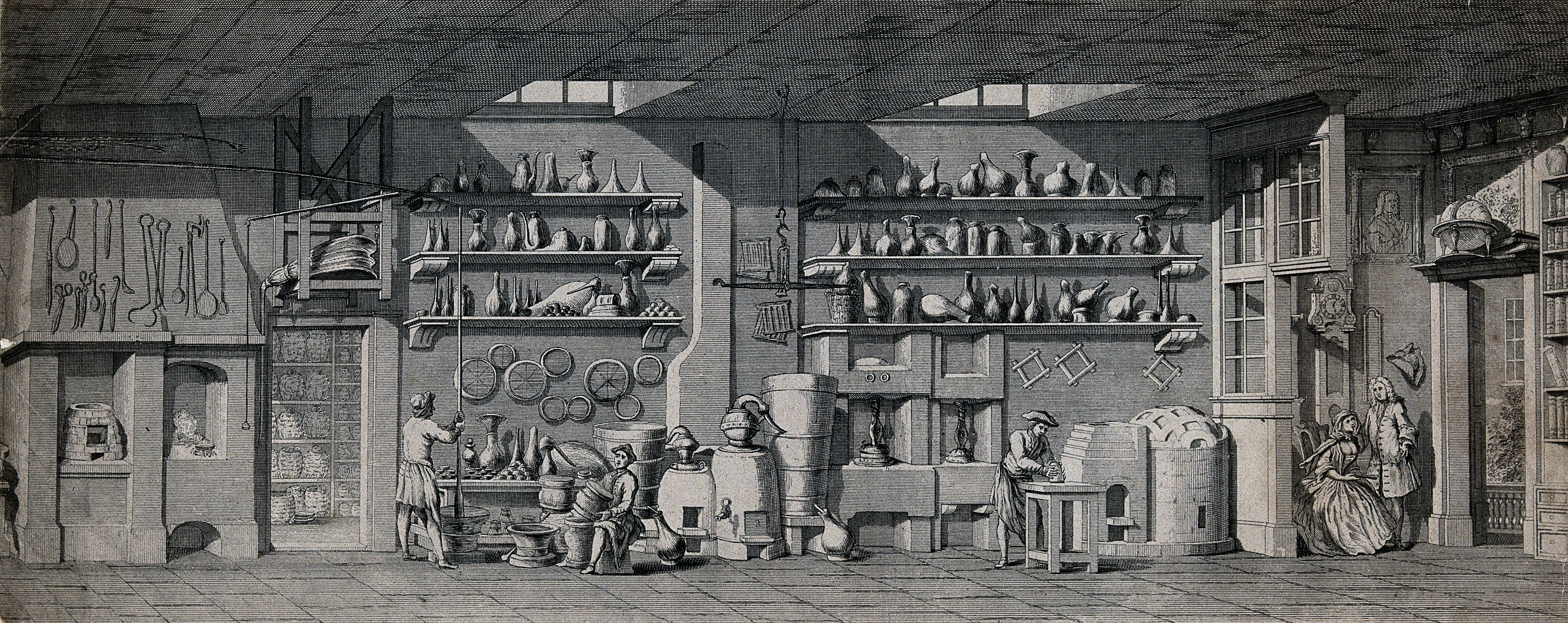
Centre de production de Godfrey

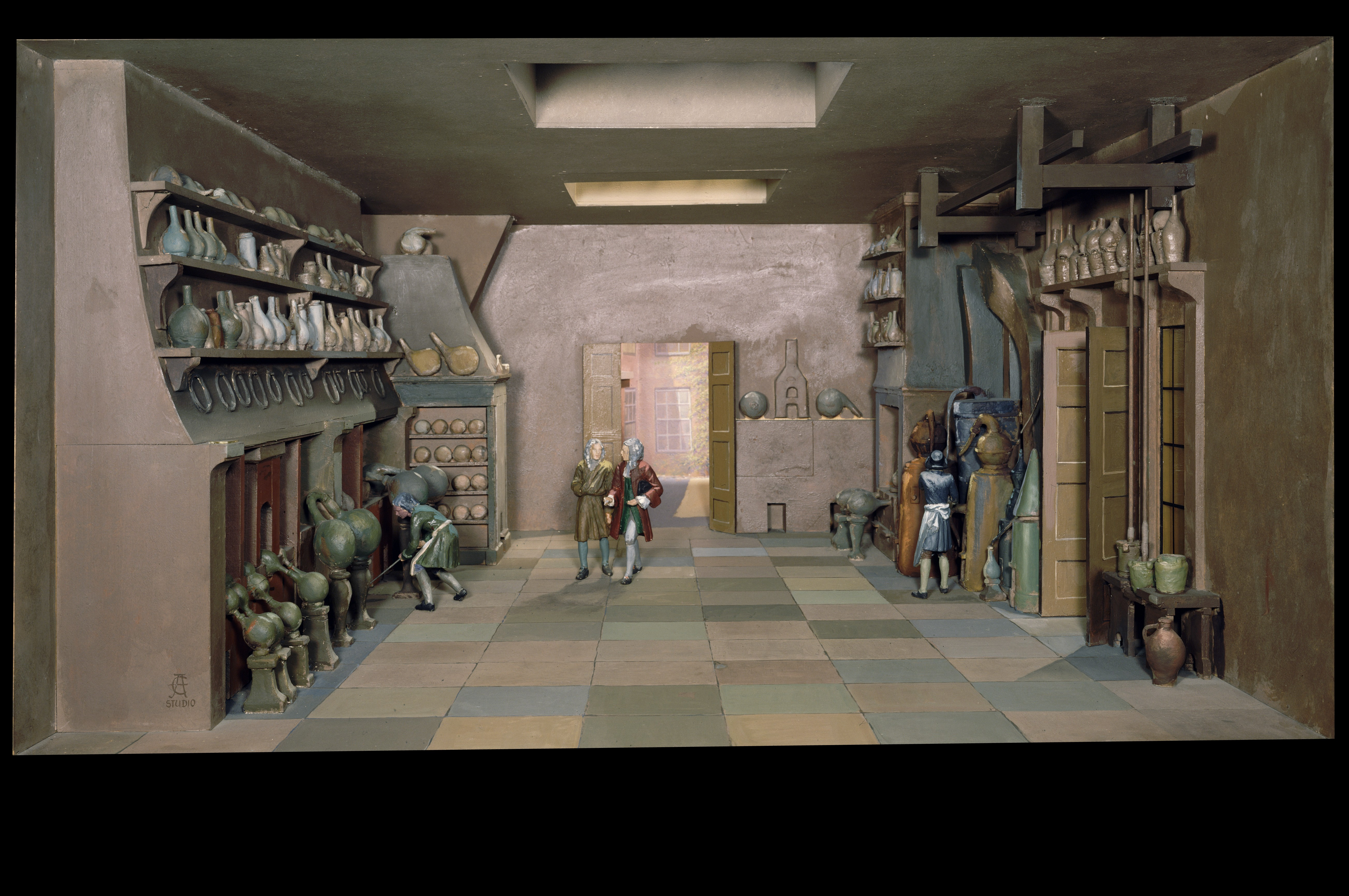
Diorama du laboratoire de Godfrey

### Le phosphore d'Angleterre
D'après.
En 1685, l'entreprise de Godfrey fleurissait. Il possédait un four derrière son logis, et utilisait les excréments humains qu'il se procurait dans le quartier de Bedford House (en). Il vendait son phosphore 50 shillings en gros et 60 shillings l'once. Il vendait tout le phosphore qu'il pouvait produire. Il améliora son protocole en fondant le phosphore qu'il produisait et en le faisant passer à travers une peau en cuir de chamois pour le purifier. Cependant son activité principale se déroulait à l'Apothecaries Hall (en) où il devint chef du laboratoire.
D'autres personnes ont aussi essayé de synthétiser du phosphore, mais sans succès. Une étape de la synthèse manquait dans la publication qu'avait faite Boyle en 1682. Une étape dont seul Godfrey avait le secret et il avait toutes les raisons de garder cela pour lui. Cependant, la publication ne mentait pas sur les autres étapes de la synthèse. La seule chose que Godfrey était le seul à savoir était que l'on pouvait effectivement utiliser les excréments à la place de l'urine.
Les affaires de Godfrey grandissaient en même temps que sa réputation, il employa des contributeurs et devint connu comme étant la personne produisant le meilleur phosphore disponible. Il le vendait partout en Grande-Bretagne et l'exportait même sur le continent. Au début du XVIIIe siècle, Godfrey en vendait environ 50 livres par an (à peu près 23 kg), ce qui lui rapportait environ 2 000 £, soit à peu près 780 000 €[Quand ?]. Bien que ce ne fut pas sa seule source de revenus, ces profits devaient être tout de même en représenter une bonne part.
En 1707, Godfrey réussit ainsi à ouvrir en 1707 une nouvelle échoppe rue Southampton (en) près du quartier de Bedford House. Il ouvrit une pharmacie et sa famille y emménagea. À cause du bail de son logement, il ne pouvait pas y faire son commerce « odieux ». Cependant, l'étroite bande de terre qui se tenait derrière était grande. Il y construisit donc un atelier où ses collaborateurs et lui pouvaient fabriquer leur phosphore.

### Les affaires de Godfrey après sa mort
Godfrey mourut le 15 janvier 1741 à 59 ans. Son premier fils Boyle Godfrey reprit son entreprise mais il était beaucoup moins doué que son père et lapida son héritage, puis dut vivre d'une pension versée par ses frères Ambrose et John. Ils durent lui reprendre l’échoppe dès 1742. Cependant Ambrose et John ne furent pas meilleurs que leur frère aîné, et firent banqueroute en 1746. Ce fut alors au tour du fils de Boyle (nommé Ambrose Godfrey comme son grand-père) de tenter sa chance. Son commerce fut plus fructueux, et s'en occupa jusqu'à sa mort en 1797. Son fils Ambrose Towers Godfrey lui succéda et collabora avec Charles Cooke. L'entreprise Godfrey&Cooke survécut jusqu'en 1915.
La domination de l'entreprise de Godfrey pour la production du phosphore ne dura pas. Il a été supplanté par de nouvelles méthodes de production à partir d'os de bœufs ou de moutons comme celle découverte par le Suédois Johan Gottlieb Gahn en 1769.